# Zeelst
Zeelst est un village situé dans la commune néerlandaise de Veldhoven, dans la province du Brabant-Septentrional. Le 31 décembre 2006, le village comptait 5 611 habitants. Même si le vieux centre du bourg subsiste dans le plan des rues, le village a été absorbé par l'agglomération de Veldhoven.

## Histoire
Zeelst a été une commune indépendante jusqu'au 1er mai 1921. À cette date, la commune fusionne avec Veldhoven en Meerveldhoven et Oerle, pour former la nouvelle commune de Veldhoven.

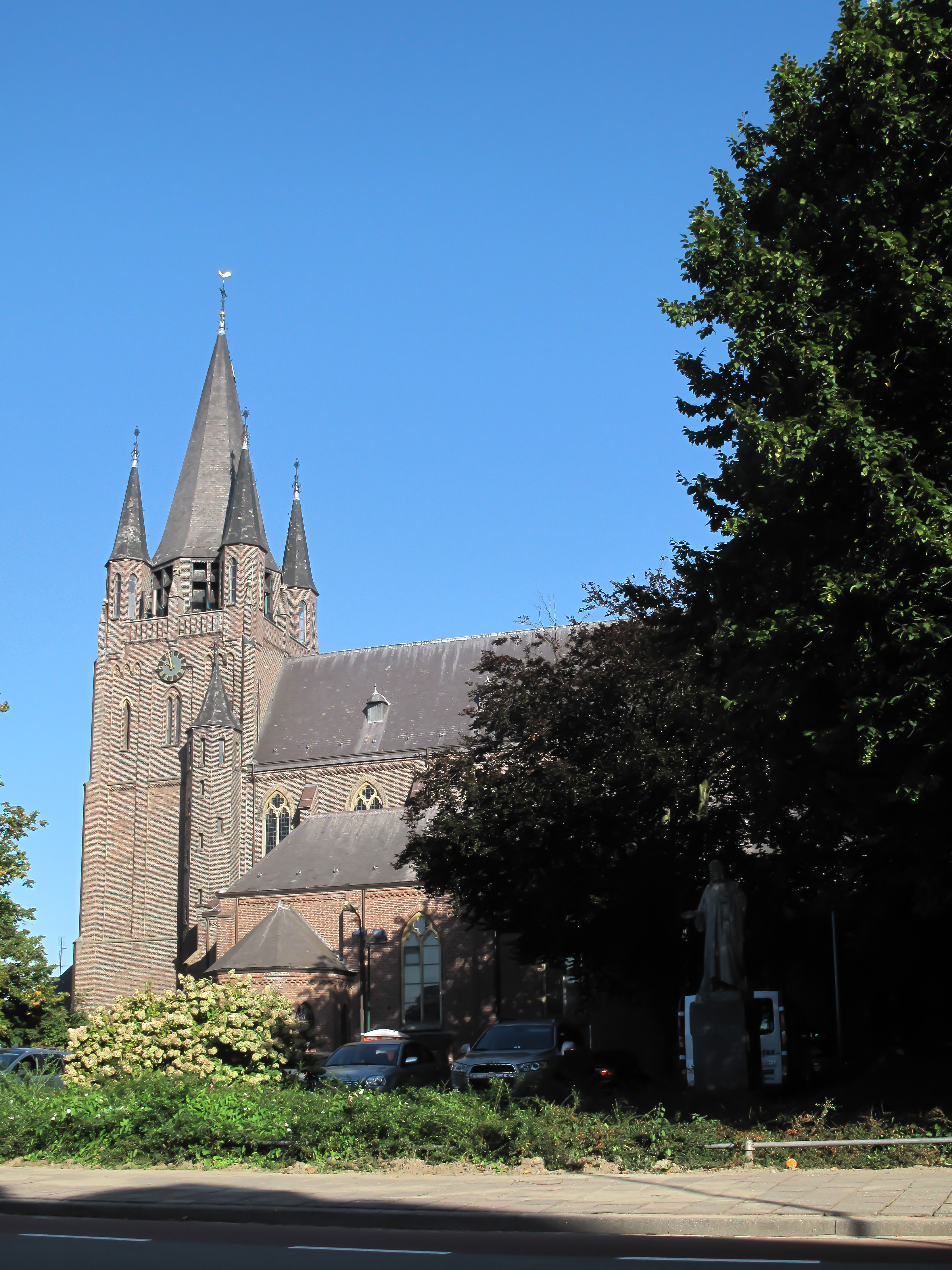
Zeelst, église Saint-Willibrord.